# Příchovice
Příchovice är en ort i Tjeckien.   Den ligger i regionen Plzeň, i den västra delen av landet, 100 km sydväst om huvudstaden Prag. Příchovice ligger 356 meter över havet och antalet invånare är 981.
Terrängen runt Příchovice är huvudsakligen platt, men åt nordost är den kuperad. Příchovice ligger nere i en dal. Runt Příchovice är det ganska tätbefolkat, med 134 invånare per kvadratkilometer. Närmaste större samhälle är Klatovy, 18,8 km söder om Příchovice. Trakten runt Příchovice består till största delen av jordbruksmark.